# Compsosoma
Compsosoma is een kevergeslacht uit de familie van de boktorren (Cerambycidae). De wetenschappelijke naam van het geslacht werd voor het eerst geldig gepubliceerd in 1830 door Lacordaire.

## Soorten
Compsosoma omvat de volgende soorten:
- Compsosoma alboapicalis Breuning, 1980
- Compsosoma chabrillacii Thomson, 1857
- Compsosoma fasciatum Monné, 1980
- Compsosoma geayi Gounelle, 1908
- Compsosoma mniszechii Thomson, 1857
- Compsosoma monnei Martins & Galileo, 1996
- Compsosoma mutillarium (Klug, 1825)
- Compsosoma nubilum Gounelle, 1908
- Compsosoma perpulchrum (Vigors, 1825)
- Compsosoma phaleratum Thomson, 1857
- Compsosoma v-notatum (Vigors, 1825)
- Compsosoma vestitipenne Zajciw, 1962